# Санде Колев Самарджия
Александър (Санде) Колев Самарджия е български революционер, деец на Вътрешната македоно-одринска революционна организация.

## Биография
Санде Колев е роден на 10 март 1850 година в град Щип, тогава в Османската империя. Колев е един от първите членове на революционния комитет на ВМОРО в Щип и пръв организатор в града. За революционна дейност е арестуван от османските власти и лежи в затвора.
След като Щип попада в Сърбия вследствие на Междусъюзническата война в 1913 година, Колев продължава да се занимава с революционна дейност. Арестуван е и осъден на строг тъмничен затвор. В затвора лежи дълги години с тежки вериги и е подлаган на побоища и различни мъчения.
На 26 февруари 1943 година, като жител на Щип, подава молба за отпускане на българска народна пенсия като „заслужил българин и борец през целия си живот за Свободата на Македония и нейното присъединение към България“. Свидетели на молбата са българите щипски търговци Глигор Чешларов, Христо Чучков и Христо Синев. Молбата е одобрена и пенсията е отпусната от Министерския съвет на Царство България.